# FM701
《FM701》（英文：Broadcast Life），香港電視廣播有限公司製作的時裝處境喜劇，於2000年11月13日首播，由張達明、陳淑蘭、谷德昭、小雪及張燊悅領銜主演，監製為徐正康。
劇中的全線電台取景地點位於九龍彩雲豐盛街11號，香港海事青年團總部。
此劇於2011年10月26日至2012年2月21日逢星期一至六06:00-06:25在翡翠台重播。

## 概述
此劇名的表面意思是電台頻率FM 70.1MHz（然而調頻電台廣播之頻率範圍為87.5至108.0MHz，日本則為76.0至95MHz，雖然現實世界存在「70.1MHz」的頻率、但與調頻廣播無關）。
而「701」的由來其實為香港電視廣播有限公司郵遞信箱編號（九龍郵政信箱70100號）的首三位數字，此數字最早見於《歡樂今宵》節目中，由資深演員羅蘭主演之短劇《701服務公司》。此劇影射香港商業電台及香港電台，當中陳淑蘭的角色被指影射查小欣，陳曼娜的角色亦被指影射車淑梅，而谷德昭和張達明的兩個角色則分別影射慢必（陳志全）和快必（譚得志）二人；馬如龍、利綺紅與袁國倫合演之《千禧小食店》，以《香港八一》人物（該劇中小食店名為「銀禧小食店」），模仿（影射）商業電台《十八樓C座》廣播劇。
據傳當時無綫收到觀眾的反映，故修改後五十集的劇本，把陳淑蘭一些戲份刪去，把戲份集中在谷德昭和張達明身上。

## 軼事
- 直至本劇開拍前，劇中演員黃偉文、陳淑蘭、谷德昭及張達明均曾先後在商業電台任職DJ，熟悉電台節目製作。
- 本劇梁舜燕飾演的角色影射商業電台資深新聞報導員阮秀萍和蔡傲葡。但在現實世界，她曾是麗的映聲資深新聞報導員。
- 本劇首播後多年，在2023年劇集新聞女王第一集，介紹SNK News片段指旗下包括新聞廣播電台FM701。

## 演員表

### 全線電台
| 演員   | 角色     | 暱稱／關係 |
| 洋     | 唐家明   | 台長、家明 全線電台台長 羅劍蘭之夫 五年前於廣州工作時認識陳雙燕 被陳雙燕利用 |
| 陳曼娜 | 羅劍蘭   | 劍蘭姐 高級監製 唐家明之妻 袁德祿之表姐 上官明莉之死敵 《劍蘭生活廣場》節目主持人 《千禧小食店》節目監製 |
| 楊英偉 | 李明智   | Jeremy、粉人、齋鹵味（彭彼德專用） 電台新任總監 曾為音樂錄影帶導演 《精人出口，笨人失手》節目主持人（節目後被腰斬） 針對彭彼德 於第48集出場 |
| 陳淑蘭 | 上官明莉 | Monica、Mon姐、玫瑰 真名丁小嬌 屬龍、36歲 電台策略經理 年青時為彭彼德之歌迷 曾結過兩次婚 《名媛名嘴明莉圈》節目主持人 羅劍蘭之死敵 歐陽晴、司徒雅頌之後母 曾任S形美體內衣代言人，在發生意外後不了了之 「碧波堂美胸丸」代言人                                      |
| 張達明 | 鍾國寶   | 靚寶、一瘦 初期與袁德祿組成交通孖寶 《名媛名嘴明莉圈》節目監製，五年後成為總務總監 曾代李明智主持《精人出口，笨人失手》（節目後被腰斬） 禤茜荍之契仔 May之前男友 打比阿銀之養父，後為其夫 出生於1970年2月27日                                                     |
| 谷德昭 | 袁德祿   | 圓咕碌、一肥 初期與鍾國寶組成交通孖寶 羅劍蘭表弟 《名媛名嘴明莉圈》節目監製 《精人出口，笨人失手》節目主持人（節目後被腰斬） Maria之筆友 |
| 湯盈盈 | 方詠心   | CoCo 電台秘書 |
| 黎彼得 | 馬如龍   | 龍哥 《千禧小食店》廣播劇單位領導人及演員 育有一子，與妻子離異 |
| 陳安瑩 | 利綺紅   | 紅姑 《千禧小食店》廣播劇演員 育有一子鈞鈞 |
| 凌子軒 | 袁國倫   | 倫仔 《千禧小食店》廣播劇創作人員及演員 |
| 黃偉文 | 彭彼德   | Peter Pang 與李明智不和 傾慕上官明莉 做DJ前曾任歌手 《老歌伴星河》及《鬼故熱線》節目主持人 |
| 小 雪  | 藍 嵐    | 新聞報導員 Gordon之妹 程至希之女友 曾與打比阿銀對敵 於第23集出場 童年由李卓安飾演 |
| 梁舜燕 | 禤茜荍   | 荍姐 新聞報導員 影射商業電台資深新聞報導員阮秀萍（股評人鄧聲興之母）及其同期出道之蔡傲葡 於第23集退休 退休後因輸掉股票而在街上撿紙皮維生 於第33集再被僱為電台顧問及新聞報道員 鍾國寶之契媽 於第64集獲頒切爾諾貝爾文學獎，其文章被選為二十世紀最佳散文亞洲組總冠軍 |
| 張燊悅 | 打比阿銀 | 阿銀 中醫師，後同時鑽研西醫 電台註診醫師 鍾國寶之養女，後為其妻 林鑫淼之師傅 巫馬金金之師妹 曾與藍嵐對敵 於第12集出場 童年由梁雯晴飾演 |
| 林敬剛 | 張 偉    | 阿偉 高級技術機械工程顧問 節目控制員 有一雙攣生弟弟，一個讀文科，一個讀理科 有一女朋友Angela |
| 劉綽琪 | 歐陽晴   | 阿晴、Rachael 律師 上官明莉無血緣關係之女 司徒雅頌無血緣關係之姊 被總公司派任電台法律顧問，負責電台行政架構及機制 於第41集出場 於第50集回美國探親 |
| 楊 怡  | 司徒雅頌 | 阿頌、Rebecca 註冊西醫 上官明莉無血緣關係之女 歐陽晴無血緣關係之妹 被總公司派任電台醫療顧問，負責員工心理及生理健康 於第41集出場 於第50集回美國探親 |
| 麥子雲 | 吳起勁   | 電台保安 |
| 麥嘉倫 | 祥 仔    | 電台飯堂職員 |
| 程小龍 | 馬老闆   | 電台飯堂老闆 |
| 李明麗 | Judy     | 接待員 |
| 陳德民 | 控制員   | |
| 楊浚廷 | DJ       | （第1集） |
| 黃錦鴻 | DJ       | （第1集） |
| 顏頌詩 | DJ       | （第1集） |
| 畢楚筠 | DJ       | （第1集） |
| 黃碧玲 | DJ       | （第1集） |

### 其他演員
| 演員   | 角色                   | 暱稱／關係 |
| 劉家輝 | 林鑫淼                 | 正一居士、包租公 鍾國寶、袁德祿、打比阿銀之包租公 打比阿銀之學徒兼助教                                                                                             |
| 唐文龍 | 程至希                 | Dr. Ching 醫生 打比阿銀之導師 藍嵐之男友 曾追求打比阿銀 曾做無國界醫生（第98-102集）                                                                               |
| 盧慶輝 | Ben Leung              | 李明智之舊同學 「碧波堂美胸丸」堂主 贊助全線電台節目 患易服癖，喜歡扮女人 認為自己身材與上官明莉一模一樣 用懵仔丸充當美胸丸 於第93集被警方拘捕（第87-89, 91-93集） |
| 馮曉文 | 陳雙燕                 | 阿平之妻 念明之母 利用唐家明以騙取其金錢 欺騙唐家明指念明為其親子 被鬍鬚強追債（第78, 80-84集）                                                                    |
| 陳景昆 | 念 明                  | 阿平、陳雙燕之子（第80-84集） |
| 梁健平 | 阿 平                  | 陳雙燕之夫 念明之父 被鬍鬚強追債 假裝向陳雙燕追債而做戲給唐家明（第81, 83-84集）                                                                                   |
| 尤 程  | 巫馬金金               | 打比阿銀之師姐 於酒吧向酒客施「迷魂針」（第67-68集） |
| 陳 琪  | May                    | 鍾國寶之前女友 打比阿銀之養母（第75-76集） |
| 河國榮 | Mr. Robinson           | 監察全線電台（第34, 36, 40-41集） |
| 陳勉良 | 看 更                  | 於上官明莉居住的大廈工作（第2、8集） |
| 鍾曉瑩 | 售貨員                 | （第3, 29, 41集） |
| 陳念君 | 售貨員                 | （第3、19-20、41集） |
| 陳念君 | 女Model                | 彭彼德MV女主角的候選人（第49集） |
| 陳念君 | 知 客                  | （第56集） |
| 林影紅 | 售貨員                 | （第3集） |
| 林影紅 | 記 者                  | （第20集） |
| 林影紅 | 快餐店客人             | （第35集） |
| 林影紅 | 女Model                | 彭彼德MV女主角的候選人（第49集） |
| 夏竹欣 | 收銀員                 | 超級市場收銀員（第4集） |
| 夏竹欣 | 售貨員                 | （第29集） |
| 夏竹欣 | 啤酒女郎               | （第49集） |
| 夏竹欣 | 情 侶                  | （第75集） |
| 車保羅 | 何大文                 | 傻佬 上官明莉之忠實聽眾 只有6歲智商 於第7及8集向上官明莉擲蛋糕（第8集）                                                                                            |
| 蘇麗明 | 女歌迷                 | （第7集） |
| 宋紫盈 | 女歌迷                 | （第7, 9集） |
| 宋紫盈 | 途 人                  | 誤會鍾國寶與彭彼為同性戀（第53集） |
| 宋紫盈 | Sales                  | （第79集） |
| 梁珈詠 | 女歌迷                 | （第7, 52集） |
| 梁珈詠 | 學 生                  | （第98集） |
| 黃梓瑋 | 鳳                     | 曾為馬如龍之Fans，每天為他送湯（第9集） |
| 陳秀茹 | 色情女中醫             | （第12集） |
| 鄧汝超 | CID                    | 處理色情女中醫一案（第12集） |
| 鄧汝超 | 廁所途人               | （第53集） |
| 鄧汝超 | 的士司機               | （第59集） |
| 鄧汝超 | 男 子                  | 冒認打比阿銀之養父（第69集） |
| 王少萍 | CID                    | 處理色情女中醫一案（第12集） |
| 王少萍 | 快餐店客人             | （第35集） |
| 王少萍 | 途 人                  | 誤會鍾國寶與彭彼為同性戀（第53集） |
| 王少萍 | 秘 書                  | （第64集） |
| 王少萍 | 學 生                  | （第98集） |
| 曾健明 | 嫖 客                  | 色情女中醫之嫖客（第12集） |
| 曾健明 | 快餐店老闆             | （第35集） |
| 曾健明 | Simon                  | 整容醫生 唐家明之同學（第79集） |
| 馬國明 | 唐三藏                 | 《西遊記》演員（第13集） |
| 馬國明 | Gordon                 | 藍嵐之大哥（第72集） |
| 游 飈  | 病 人                  | 打比阿銀之病人（第13、14集） |
| 游 飈  | 裝修判頭               | （第63集） |
| 孫季卿 | 找中醫男人             | 打比阿銀之病人（第13集） |
| 孫季卿 | 陳編輯                 | 小說編輯（第35集） |
| 魏惠文 | 找中醫男人             | 打比阿銀之病人（第13集） |
| 魏惠文 | 酒樓經理               | （第51集） |
| 魏惠文 | 豪 客                  | 險被巫馬金金施「迷魂針」（第67集） |
| 魏惠文 | 麥英俊                 | 超人律師、麥律師 影射謝偉俊（第82集） |
| 魏惠文 | 菜 販                  | （第95集） |
| 陳中堅 | 跛腳阿伯               | 打比阿銀之病人（第13集） |
| 游潔冰 | 太極阿婆               | 打比阿銀之學生（第15集） |
| 彭美嫦 | 太極阿婆               | 打比阿銀之學生（第15集） |
| 華忠男 | 嫖 客                  | 打比阿銀之病人（第15集） |
| 劉桂芳 | 藥房職員               | （第16集） |
| 劉桂芳 | 點心阿姐               | （第56, 57, 59集） |
| 周凱珊 | 售貨員                 | 美體內衣店售貨員（第18、19集） |
| 周凱珊 | 坤 哥                  | 人妖 被李明智邀請假扮女Model參演彭彼德MV（第49集） |
| 李子奇 | 鮑一柱                 | Alex 律師（第19-20集） |
| 李思蓓 | 設計師                 | 美體內衣設計師（第20集） |
| 趙敏通 | 記 者                  | （第20集） |
| 焦 雄  | 八 叔                  | 股票評論員（第21-22, 28集） |
| 胡啟光 | CID                    | （第25, 41集） |
| 陳狄克 | 色 魔                  | （第25-26集） |
| 陳狄克 | 大麻成                 | （第66集） |
| 彭冠中 | 大 軍                  | （第27集） |
| 黃文標 | 阿 強                  | （第27集） |
| 盧永匡 | 伙 記                  | 茶餐廳伙記（第27集） |
| 盧永匡 | 酒 保                  | （第75-76集） |
| 官仲銘 | 侍 應                  | 「福記」侍應（第28集） |
| 梁惠蓮 | 老 婦                  | 與禤茜荍爭紙皮（第29集） |
| 黃子衡 | 茶座侍應               | （第35集） |
| 黃子衡 | 酒吧客人               | （第76集） |
| 黃子衡 | 侍 應                  | （第98集） |
| 邱萬城 | CD舖經理               | （第35集） |
| 鄭凱琳 | CD舖客人               | （第35集） |
| 章志文 | 快餐店客人             | （第35集） |
| 章志文 | 跑步者                 | （第42集） |
| 章志文 | 蛇仔明                 | （第53集） |
| 李麗麗 | 林玉顏                 | 工員會成員（第36集） |
| 李鴻   | 司徒先生               | 佛教書籍編輯（第36集） |
| 胡炯龍 | 侍 應                  | （第36集） |
| 胡炯龍 | 大哥成手下（第64集）   | |
| 楊健惠 |                        | 菜販（第41集） |
| 黎秀英 | 婆 婆                  | 被上官明莉撞倒（第41集） |
| 蒲茗藍 | 跑步者                 | （第42集） |
| 胡芳齡 | 歐婆婆                 | 到全線電台領取禮物 誤會鍾國寶非禮她（第43集） |
| 李啟傑 | 部 長                  | 「金福居」部長（第44集） |
| 李啟傑 | 醫 生                  | （第85集） |
| 畢楚筠 | 女Model                | 彭彼德MV女主角的候選人（第49集） |
| 吳亦謙 | 時裝店經理             | （第50集） |
| 吳亦謙 | 侍 應                  | 「夢幻酒店」餐廳侍應（第63集） |
| 呂沛霖 | 歌 迷                  | （第52集） |
| 呂沛霖 | 侍 應                  | （第76-77集） |
| 呂沛霖 | 病 人                  | 打比阿銀之病人（第95集） |
| 楊浚廷 | 大牌檔伙記             | （第53集） |
| 楊浚廷 | 鬍鬚強之手下（第84集） | |
| 楊證樺 | 金毛強                 | 臨時演員（第53集） |
| 楊證樺 | 檔 主                  | （第66集） |
| 伍濼文 | 北 嬸                  | （第56集） |
| 伍濼文 | Office Lady            | （第65集） |
| 伍濼文 | 北 姑                  | （第66集） |
| 伍濼文 | 少 女                  | （第70集） |
| 黃蘊妍 | 知 客                  | （第56集） |
| 朱志平 | 侍 應                  | 酒樓侍應（第58集） |
| 周 暘  | 浩北哥                 | 十二妹之天敵（第59集） |
| 伍慧珊 | 十二妹                 | 浩北哥之天敵（第59集） |
| 廖麗麗 | 阿 婆                  | （第61集） |
| 蘇恩磁 | 住 持                  | 姑婆屋住持（第61集） |
| 余慕蓮 | 尼 姑                  | 庵堂尼姑（第64集） |
| 鄭家生 | 大哥成                 | 財務公司職員 向李明智追債（第64集） |
| 傅楚卉 | Office Lady            | （第65集） |
| 何志祥 | 酒樓部長               | （第67集） |
| 招石文 | 豪 客                  | 被巫馬金金施「迷魂針」（第67集） |
| 招石文 | 食 客                  | （第76集） |
| 戴少民 | 大陸人                 | 向鍾國寶及袁德祿行騙（第67集） |
| 趙永洪 | Disco經理              | （第68集） |
| 湯俊明 | 豪 客                  | 險被巫馬金金施「迷魂針」（第68集） |
| 譚一清 | 院 長                  | 打比阿銀、巫馬金金之師傅（第68集） |
| 徐 榮  | 大隻佬                 | （第68集） |
| 殷 櫻  | 女 郎                  | （第68集） |
| 陳凱怡 | 女售貨員               | （第74集） |
| 陳凱怡 | 伴唱女郎               | （第100集） |
| 黃錦鴻 | 情 侶                  | （第75集） |
| 古明華 | 鬍鬚強                 | 向阿平、陳雙燕追債（第84集） |
| 王冠忠 |                        | 鬍鬚強之手下（第84集） |
| 朱婉儀 | 護 士                  | （第85集） |
| 顏頌詩 | 護 士                  | （第85, 99集） |
| 沈可欣 | 花店Sales              | （第86集） |
| 李錦明 | 老 粗                  | 與上官明莉爭搭的士（第87集） |
| 王維德 | 燕窩店老闆             | （第90集） |
| 黃煒林 | 部 長                  | 酒樓部長（第95集） |
| 葉 暐  | 病 人                  | 打比阿銀之病人（第95集） |
| 凌 漢  | 老 闆                  | （第96集） |
| 黃俊紳 | 明 仔                  | （第96集） |
| 陳瑞華 | 伴唱女郎               | （第100集） |
| 王偉樑 | 神 父                  | （第102集） |

## 電視節目的變遷
| 翡翠台清晨劇集時段 星期一至六 06:00-06:25 | 翡翠台清晨劇集時段 星期一至六 06:00-06:25 | 翡翠台清晨劇集時段 星期一至六 06:00-06:25 |
| ----------------------------------------- | ----------------------------------------- | ----------------------------------------- |
|                                           | FM701 （2011.10.26 - 2012.02.21）         |                                           |
| 人魚小姐 （2010.12.14 - 2011.10.25）      | 卡拉屋企 （2012.02.22 - 2012.11.16）      |                                           |

| 香港、 马来西亚、 新加坡 TVB星河频道 情景剧时段 · 星期一至五 23:30 - 00:00 | 香港、 马来西亚、 新加坡 TVB星河频道 情景剧时段 · 星期一至五 23:30 - 00:00 | 香港、 马来西亚、 新加坡 TVB星河频道 情景剧时段 · 星期一至五 23:30 - 00:00 |
| -------------------------------------------------------------------------- | -------------------------------------------------------------------------- | -------------------------------------------------------------------------- |
|                                                                            | FM701 （2022年11月21日－2023年4月11日）                                    |                                                                            |
| 男親女愛 （2022年7月4日－2022年11月18日）                                  | 皆大歡喜 （2023年4月12日－2024年7月9日）                                   |                                                                            |